# Leptogenys nitens
Leptogenys nitens é uma espécie de formiga do gênero Leptogenys, pertencente à subfamília Ponerinae.